# Katolická teologická fakulta Univerzity Karlovy
Katolická teologická fakulta Univerzity Karlovy (KTF UK) je jednou ze tří teologických fakult této univerzity. Zároveň se jedná se o její čtvrtou nejstarší fakultu v Praze.
Děkanem fakulty je byl od května 2024 Jaroslav Brož, kterého fakultní akadamický senát navrhl v lednu 2025 odvolat z funkce. Mezi důvody tohoto kroku se zařadilo zavedení nového mzdového předpisu či vznik koordinátora pro hospodaření. V srpnu 2025 byla pověřena řízením fakulty Michaela Falátková.

## Historie

### Dějiny fakulty

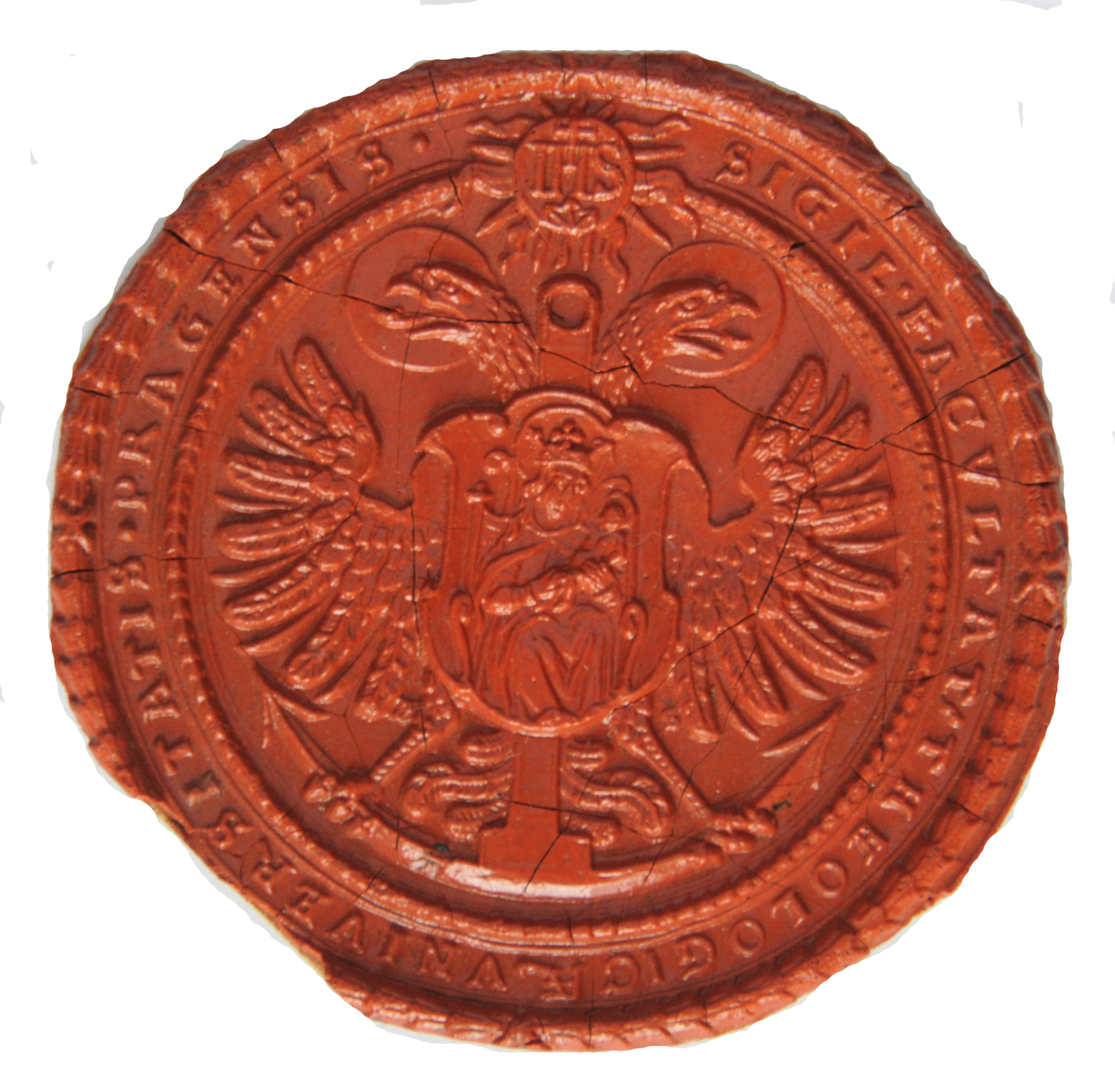
Univerzita Karlova – Teologická fakulta, originální pečeť, cca 1780

Teologie byla v Praze vyučována již před založením univerzity, a to od zřízení biskupství v roce 973 při Svatovítské katedrále.
Teologická fakulta pražské byla jednou ze čtyř původních fakult pražské univerzity, kanonicky ustanovené 26. ledna 1347 papežem Klementem VI., 7. dubna 1348 ji ustanovil Karel IV. jako římský a český král (pro kontroverzi ohledně data vizte heslo Univerzita Karlova). Pozice pražské univerzity se nezhoršila ani založením univerzity ve Vídni roku 1365. Založení pražské univerzity podléhající římskému papeži mělo souvislost se snahou avignonských papežů udržet monopol pařížské Sorbonny. Velké západní schizma roku 1378 posílilo pražskou univerzitu o české a německé profesory, kteří odešli ze Sorbonny – z nich pak většina v následujících desetiletích opět odešla na nově zakládané univerzity v Německu a v Krakově.
V době šíření nauky Jana Viklefa Václav IV. v důsledků sporů mezi příznivci a odpůrci nové nauk vypověděl ze země konzervativní profesory teologie z pražské univerzity a tím byla činnost fakulty na celou husitskou dobu přerušena. Místo toho byla obnovena pražská katedrální škola a část studentů odcházela na italské univerzity.
K obnově výuky došlo až po převzetí celé pražské univerzity jezuity v roce 1622. Monopol jezuitů byl za podpory císaře udržován až do druhé poloviny 18. století, a to proti námitkám pražského arcibiskupa i představitelů jiných církevních řádů. V roce 1752 vstoupil stát (za vlády panovnice Marie Terezie) do rozhodování o profesorském sboru.
Při rozdělení pražské univerzity na českou a německou část roku 1882 zůstala zásluhou arcibiskupa Schwarzenberga teologická fakulta společná. Pod hrozbou vyloučení fakulty z univerzity však arcibiskup Schönborn dal nakonec svolení k rozdělení na českou a německou část, k němuž došlo v roce 1891. Také ale sílí sekularizační hlasy o církevní odluku teologické fakulty od univerzity.
Po první světové válce arcibiskup František Kordač rozhodl o výstavbě arcibiskupského semináře v Dejvicích na pozemku, který původně byl metropolitní kapitulou věnován pro stavbu kostela, do té doby sídlil seminář v Klementinu. Nová budova z roku 1928 (resp. z let 1925–1927) je dosud sídlem semináře i fakulty. Podsklepenou čtyřpodlažní budovu č. p. 676 s půdorysem širokého U a v jejím vnitřku zezadu osově umístěný trojlodní kostel svatého Vojtěcha s kapacitou přes 1500 lidí a dvěma jehlanovitými věžemi a interiéry v byzantském duchu navrhl architekt František Havlena, arcibiskupský stavební rada. Vnitroblok po stranách od kostela vyplňují dvě seminární zahrady. V pravém křídle je i kuchyň a refektář (jídelna) o výšce dvou podlaží. Pod kopulí, která dominuje průčelí budovy ve stylu antického chrámu, byla domácí kaple. V přechodovém krčku mezi hlavní budovou a kostelem se nachází knihovna, archiv a sakristie.
Dne 8. dubna 1919 schválilo Národní shromáždění zákon o zřízení Husovy československé evangelické fakulty bohoslovecké. Tato vysoká škola nebyla součástí Univerzity Karlovy.
Většina studentů katolické fakulty byla při zavření českých vysokých škol na podzim 1939 poslána na nucené práce. V Břežanech byl zřízen náhradní arcibiskupský teologický ústav, kde však nesměli vyučovat profesoři z původní fakulty. V květnu 1945 obnovila fakulta činnost, a to až do konce studijního roku 1949–1950.
V roce 1950 byla KTF odloučena od UK. Působila dále jako Cyrilometodějská bohoslovecká fakulta v Litoměřicích. Dne 14. července 1950 vládní nařízení rozdělilo HČEFB na dvě nezávislé vysoké školy: Husovu československou bohosloveckou fakultu (husitskou) a Komenského evangelickou bohosloveckou fakultu. Dne 10. května 1990 byly do Univerzity Karlovy začleněny tři teologické fakulty: Katolická teologická fakulta, Evangelická teologická fakulta a Husitská teologická fakulta.

### Krize na fakultě 1994–2003
Brzy po obnovení na KTF došlo k vleklé krizi. Již v roce 1994, když byl podruhé děkanem zvolen prof. ThDr. Václav Wolf, uvažoval velký kancléř fakulty, arcibiskup kardinál Miloslav Vlk, o tom, že by jeho volbu vetoval, protože Wolf s ním odmítal spolupracovat a zahájit Vlkem chtěné reformy. Nakonec to neuskutečnil, po slibu, že spolupráce obnovena bude.

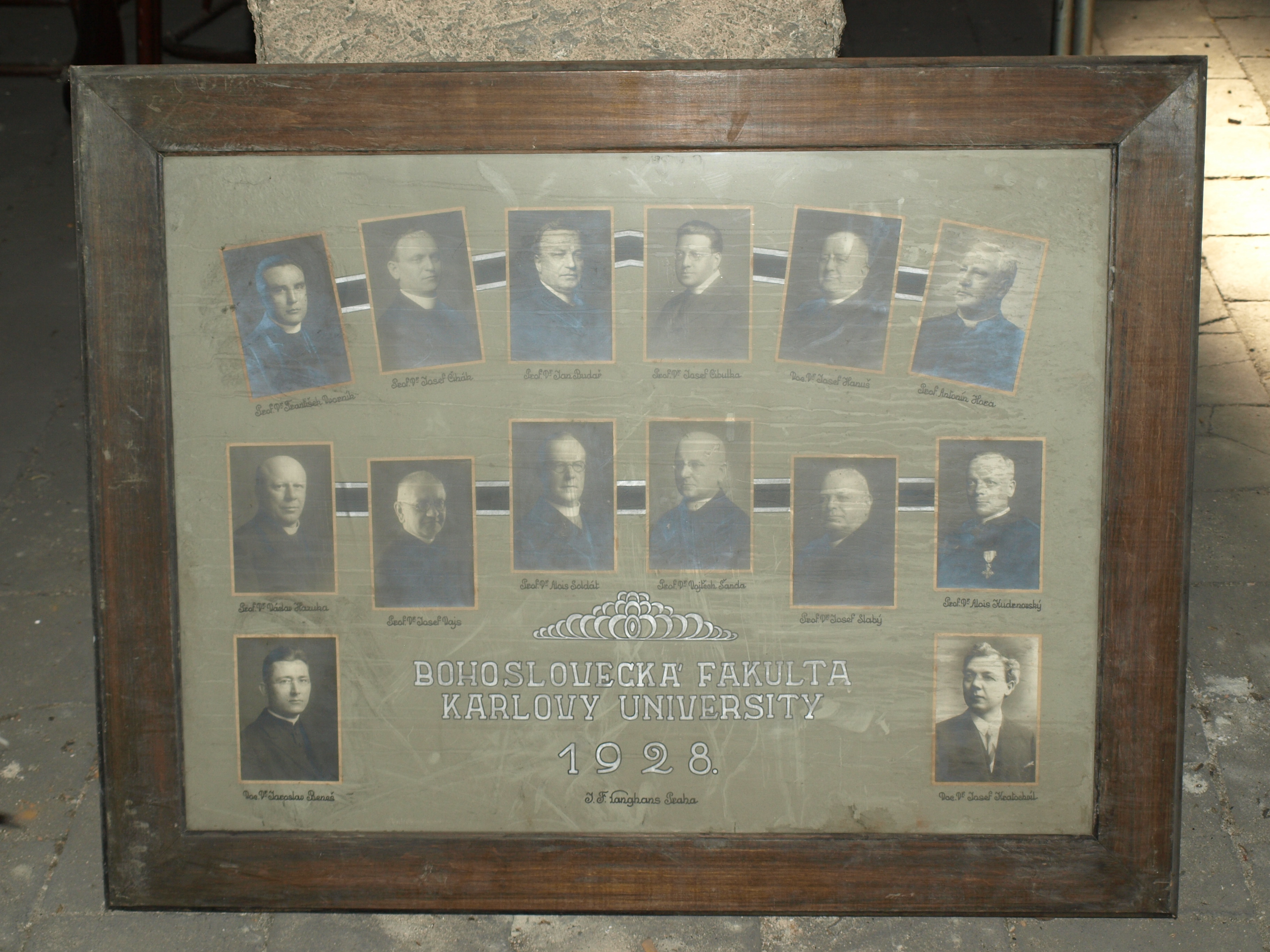
Tablo vyučujících bohoslovecké fakulty Karlovy univerzity v roce 1928: František Dvorník, Josef Čihák, Jan Budař, Josef Cibulka, Josef Hanuš, Antonín Hora, Václav Hazuka, Josef Vajs, Alois Soldát, Vojtěch Šanda, Josef Slabý, Alois Kudrnovský, Jaroslav Beneš a Josef Kratochvil

Krize se prohloubila tím, že v roce 1996 musel odejít z fakulty Ivan Odilo Štampach. Kvalitu výuky na fakultě pak napadl další kněz pocházející z podzemní církve z doby komunismu, Tomáš Halík. Oba chtěli výuku reformovat a modernizovat v souladu s rozvojem odkazu Druhého vatikánského koncilu. Wolf naproti tomu trval na pojetí fakulty jako kněžského učiliště, jakéhosi doplňku k semináři. Laici měli značně omezenu možnost studia a studenti jiných fakult UK neměli přístup na přednášky. V přijímání studentů vládla značná libovůle.
Dne 8. prosince 1999 akademický senát fakulty zvolil Wolfa děkanem potřetí. Nastaly spory o právoplatnost takové volby, neboť podle zákona o vysokých školách a statutu UK je možno zastávat úřad děkana pouze dvakrát po sobě. Účelová úprava přijatá roku 1998 Akademickým senátem KTF neměla potřebné schválení Senátem UK ani Kongregací pro katolickou výchovu v Římě. Nakonec 28. února 2000 arcibiskup pražský z titulu své funkce velkého kancléře KTF volbu vetoval. Veto podpořila i většina českých biskupů, výslovně se proti němu vymezil litoměřický biskup Josef Koukl.
V roce 2002 kardinál Miloslav Vlk na výzvu všech biskupů České církevní provincie odňal Václavu Wolfovi kanonickou misi, což znamená, že mu bylo odebráno oficiální církevní pověření vyučovat teologii. Vatikánská Kongregace pro katolickou výchovu odnětí kanonické mise potvrdila.
- 31. 10. 2001 – skončilo funkční období akademického senátu fakulty a nový nebylo možné zvolit pro neexistenci platného volebního řádu
- 14. 12. 2001 – MŠMT (dále jen ministerstvo) omezilo působnost orgánů KTF a zahájilo správní řízení o akreditacích
- 10. 5. 2002 – ministerstvo na doporučení Akreditační komise rozhodlo o pozastavení akreditací
- 1. 10. 2002 – k tomuto datu ministerstvo odložilo účinnost rozhodnutí z 10. května 2002 o pozastavení akreditací
- 3. 1. 2002 – rozhodnutí ministerstva o omezení kompetencí fakulty nabylo účinnosti; rektor Ivan Wilhelm pověřil tajemníka fakulty Ing. Miroslava Kroneisla řízením děkanátu
- 29. 4. 2002 – tajemník Kroneisl dal výpověď
- 1. 7. 2002 – rektor pověřil výkonem funkce tajemníka fakulty Ing. Věru Plocovou, vedoucí personálního a ekonomického oddělení fakulty a přenesl na ni úlohy, které svěřil tajemníkovi
- 21. 1. 2002 – rektor jmenoval prof. PhDr. Mikuláše Lobkowicze administrátorem fakulty a pověřil jej přípravou reforem fakulty. Rektor zřídil poradní orgán, zabývající se koncepcí reorganizace: (pleno titulo) Pavel Ambros, Jan Bednář, Dominik Duka, Petr Kubín, Artur Matuszek, Vojtěch Novotný, J. R. Tretera, Karel Vrána, Ľ. Žák.
- 18. 2. 2002 – rektor formalizoval nejbližší spolupráci V. Novotného (p. t.) s administrátorem, pověřil jej spoluprací s administrátorem a přípravou dokumentů k reorganizaci
- 5. 3. 2002 – administrátor prof. Lobkowicz pro zaneprázdnění na své domovské univerzitě v Eichstadtu jmenoval V. Novotného svým sekretářem s právem podpisu v zastoupení
- 14. 3. 2002 – administrátor pověřil V. Novotného, aby ho zastupoval ve všech úkonech
- 3. 6. 2002 – rektor pověřil V. Novotného, aby jej zastupoval v přijímacím řízení
- 1. 2. 2002 – rektor vydal Organizační řád KTF
- 8. 2. 2002 – rektor provedl změnu ve vedení dvou kateder – odvolán V. Wolf, jmenován J. Skoblík (p. t.) – odvolal J. Matějku, jmenoval M. Zedníčka (p. t.) – odvolal R. Cardala, jmenoval S. Sousedíka (p. t.)
- 5. 3. 2002 – rektor provedl změnu ve složení Vědecké rady KTF: odvolal R. Cardala, B. Valdéze, J. Hřebíka, Z. Klinderu, J. Matějku, S. Prokopa, V. Wolfa, J. A. Beneše, V. Kročila, R. Malého, J. Svobodu (všichni pleno titulo).
- 6. 6. 2002 – Kongregace pro katolickou výchovu (Vatikán; dále jen Kongregace) schválila postupně materiály KTF
- 19. 8. 2002 – Kongregace schválila postupně materiály KTF
- 10. 9. 2002 – Kongregace schválila postupně materiály KTF
- 11. 10. 2002 – rektor vypsal volby do senátu fakulty (pro období listopad 2002 – listopad 2004)
- 15.-16. 11. 2002 – volby do senátu KTF
- 2. 12. 2002 – ministerstvo rozhodlo o vrácení působnosti akademickému senátu a vědecké radě KTF (odebráno 14. prosince 2001)
- 16. 1. 2003 – Kongregace vydala souhlas s vrácením kompetencí senátu a vědecké radě fakulty
- 7. 2. 2003 – Akademický senát UK vydal souhlas s vrácením kompetencí senátu a vědecké radě fakulty
- 20. 12. 2002 – rezignoval na funkci děkan fakulty Jaroslav V. Polc (p. t.), pravomoci děkana přešly na rektora UK
- 20. 12. 2002 – senát fakulty vypsal volby na děkana na 31. ledna 2003
- 31. 1. 2003 – rektor dohodl s M. Lobkowiczem (p. t.) ukončení jeho funkce administrátora fakulty; senát zvolil nového děkana prof. PhDr. Ludvíka Armbrustera
- 15. 2. 2003 – Kongregace potvrdila volbu děkana
- 17. 2. 2003 – rektor inauguroval nového děkana Armbrustera (p. t.)
- 25. 3. 2003 – Ministerstvo vrátilo děkanovi pravomoci a mimořádná správa fakulty skončila

### Propuštění Tomáše Petráčka
V roce 2023 byla KTF kritizována za propuštění profesora Tomáše Petráčka. Oficiálním důvodem byla efektivizace hospodaření fakulty, spekulovalo se však o tom, že skutečným důvodem jeho propuštění byl tlak některých biskupů kvůli jeho předešlé kritice konzervativních postojů českých biskupů. Petráčka se zastal například kněz Tomáš Halík, který vyzval děkana fakulty Vojtěcha Novotného k rezignaci. Znepokojení situací na KTF vyjádřila také rektorka UK Milena Králíčková, podle které byl postup vedení fakulty nesprávný. Novotný na svou funkci rezignoval ke konci téhož roku.

### Odvolání děkana Brože
V průběhu roku 2025 došlo k opakovanému odvolávání děkana fakulty Jaroslava Brože, které vyvolalo značný zájem médií. Brož se totiž svému odvolání bránil soudní cestou, na konci července téhož roku navíc došlo mj. k vylomení dveří děkanova bytu. Po Brožově odvolání se poté vedení fakulty domáhal Brožův statutární proděkan Aleš Prázdný.